# Coddle

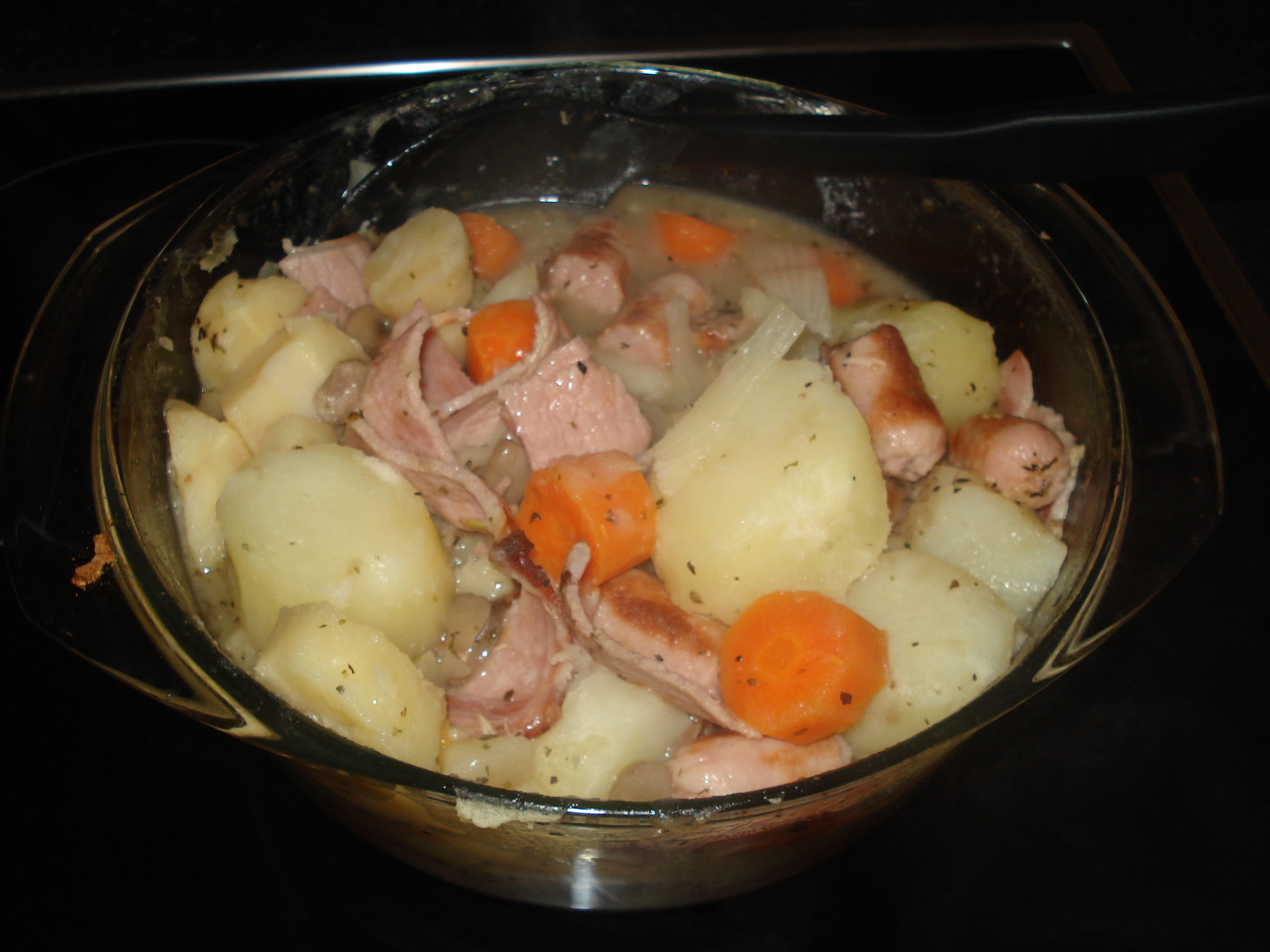
Coddle mit Karotten, die normalerweise nicht Bestandteil des traditionellen Rezepts sind

Coddle (irisch cadal) ist ein traditionell irisches Gericht und eine Art Eintopf mit Speck, Wurst und Kartoffeln. Alles wird in einem Topf gekocht. Man kann dieses Grundrezept einfach mit Knoblauch, Lorbeerblatt oder anderen frischen Kräutern verfeinern.
Ursprünglich galt Irish Stew als irisches Nationalgericht, da es aber oft als Armeleuteessen bezeichnet wird, ist mittlerweile Coddle sehr beliebt.